# Meiji-Oligarchie
Die Hambatsu (japanisch 藩閥, wörtlich etwa „Lehens-Clique“, alternative Transkription Hanbatsu), in europäischen Sprachen meist als Meiji-Oligarchie bezeichnet, war die Führungsschicht in Politik und Militär im Japan der Meiji-Zeit um die prägenden Figuren die Meiji-Restauration Ōkubo Toshimichi (1832–78) und Saigō Takamori (1827–77).

## Herkunft
Die Meiji-Oligarchie stammte vorwiegend aus den vier ehemaligen südjapanischen Lehen (han) Satsuma, Chōshū, Tosa bzw. Kōchi und Hizen bzw. Saga – zusammen auch Satchōtohi (薩長土肥) genannt –, die schon den Sturz der Tokugawa und die Meiji-Restauration getragen hatten, und behielt bis ins frühe 20. Jahrhundert wesentlichen Einfluss auf politische Entscheidungen.

## Politische Führer

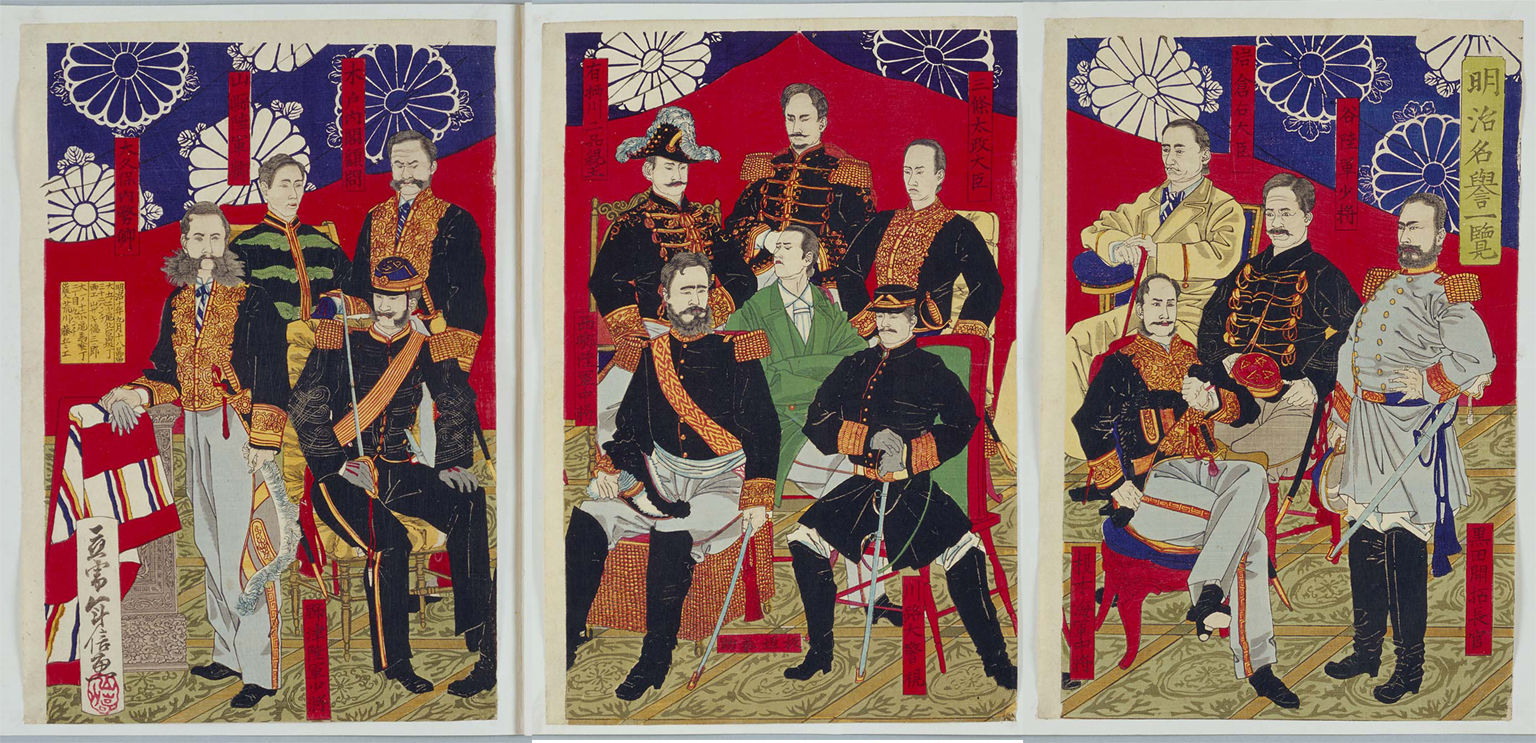
„Ehrenwerte Personen der Meiji-Zeit“ (明治名誉一覧, Meiji meiyo ichiran)

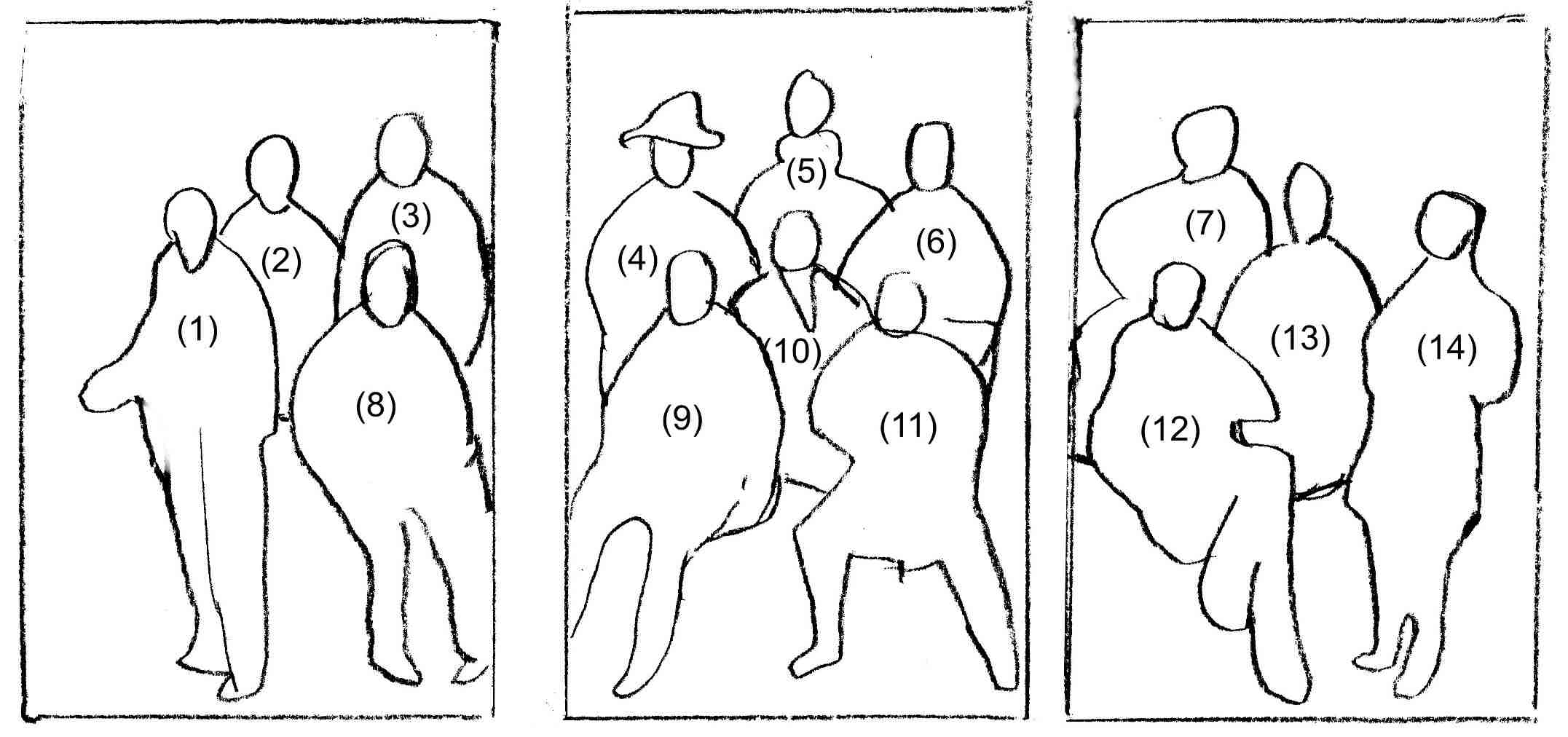
Legende zum obigen Holzschnitt siehe nebenstehende Liste

- Enomoto Takeaki (1836–1908) – Bakufu (12)
- Etō Shimpei (1834–1874) – Saga
- Gotō Shōjirō (1838–1897) – Tosa
- Inoue Kaoru (1836–1915) – Chōshū
- Itagaki Taisuke (1837–1919) – Tosa (10)
- Itō Hirobumi (1841–1909) – Chōshū
- Iwakura Tomomi (1825–1883) – Kuge (7)
- Katsu Kaishū (1823–1899) – Bakufu
- Katsura Tarō (1848–1913) – Chōshū
- Kawaji Toshiatsu (1856–1925) – Satsuma (11)
- Kido Takayoshi (1833–1877) – Chōshū (3)
- Kuroda Kiyotaka (1840–1900) – Satsuma
- Matsukata Masayoshi (1835–1924) – Satsuma
- Mori Arinori (1847–1889) – Satsuma
- Ōkubo Toshimichi (1830–1878) – Satsuma (1)
- Ōkuma Shigenobu (1838–1922) – Saga
- Ōyama Iwao (1842–1916) – Satsuma
- Saigō Takamori (1828–1877) – Satsuma
- Saigō Tsugumichi (1843–1902) – Satsuma (9)
- Saionji Kimmochi (1849–1940) – Kuge
- Soejima Taneomi (1828–1905) – Saga
- Tani Tateki (1837–1911) – Tosa (13)
- Yamada Akiyoshi (1844–1892) – Chōshū
- Yamagata Aritomo (1838–1922) – Chōshū (2)

Zum nebenstehenden Bild:
Datiert in der Kartusche auf den 19. September 1877, also kurz nach dem Feldzug gegen Saigō Takamori, werden einige Politiker und vor allem Militärs abgebildet. Nicht in obiger Liste sind Prinz Arisugawa Taruhito (4) und General Nozu Michitsura (8). Zu (5) finden sich keine Angaben auf dem Holzschnitt.